# Спринт (биатлон)
Спринт (енгл. sprint, трка на кратке стазе) је једна од дисциплина биатлона која се одржава на кружној стази од 10 километара за сениоре и јуниоре, а на 7,5 км за сениорке и јуниорке. У току трке гађа се два пута. Мушкарци трче 3 круга по 3,3 км, а жене по 2,5 км.(Кругови су обично исте дужине, али правила дозвољавају, и да се користе и кругови различите дужине). Такмичари стартују у интервалима од 30 секунди до 1 минут. После првог круга гађа се из лежећег, а након другог из стојећег става, укупно 10 мета. На стрелишту такмичари сами бирају своје место за гађање. Сваки промашај доноси казнени круг трчања од 150 метара. Према важећим правилима за такмичење у дисциплини потера, учествује 60 најбољих биатлонаца у спринту.
На програм светских првенстава у биатлону дисциплина спринт је за мушкарце укључена 1974. у Минску, а за жене 1984. у Шамонију. Први светски првак у спринту био је фински биатлонац Јухани Сутаринен, а код жена совјетска биатлонка Венера Черњишова.
Такмичење у спринту на Зимским олимпијским играма први пут је одржано на 1980. у Лејк Плесиду у мушкој, а 1992. у Албервилу у женској конкуренцији. Први олимпијски победник у спринту био је биатлонац Источне Немачке Франк Улрих, а код биатлонки такмичарка Заједнице независних држава Анфиса Резцова.